# Воля (журнал)
Воля (журнал) — украинский еженедельник общественно-политической и культурной жизни, выходивший в Вене с июня 1919 до ноября 1921. Последние три выпуска журнала появились под названием «укр. Воля України».

## Состав редакции
Издателем и редактором «Воли» был Виктор Писнячевский (псевдоним — А. Горленко). В редакции работали З. Адельсбергер, В. Даскалюк, Иван Кедрин, И. Мурский, А. Хомин, Михаил Еремеев, ранее работавший на должности секретаря Украинской Центральной Рады и др. Работники журнала исповедовали разные политические взгляды, но в целом соборные позиции. «Воля» выступала против «советофильства».
Еженедельник широко подавал новости по развитию политических событий на Украине, и был ценным источником информации о борьбе за украинскую независимость.

## Публикации
Издательство извещало о жизни украинцев в эмиграции и политике западных государств по Украине. «Воля» печатала выдержки из немецких, французских и английских изданий, обзоры и хронологию событий.
Немалый объём издания занимали сочинения художественной литературы: стихи Александра Олеся, Петра Карманского, В. Вышываного, рассказы, отрывки драматических сочинений О. Грицая, Валерии О’Коннор-Вилинской, Модеста Левицкого, Оксаны Драгомановой-Храпко; критические статьи на сочинения Е. Карпенко, А. Крушельницкого. В 1921 В. Писнячевский при журнале «Воля» организовал издательство «Наша воля», главной задачей которого было издание художественных сочинений, напечатанных ранее в «Воле».